# Juan Ruiz Casaux
Juan Antonio Ruiz-Casaux y López de Carvajal,  V marqués de Atalaya Bermeja, vizconde de Carrión y señor de Algar (San Fernando, Cádiz, 23 de diciembre de 1889 - Madrid, 16 de enero de 1972), fue un violonchelista, director de orquesta y profesor de música español. Es uno de los integrantes del grupo de músicos conocido como "las tres ces" del violonchelo español: Casals-Casaux-Cassadó.

## Infancia y juventud
Su nacimiento en San Fernando fue debido al servicio militar de su padre, el matemático y almirante de la Armada, Juan Antonio Ruiz y López de Carvajal. En su infancia sigue a su padre en sus diferentes destinos: Ferrol, donde nacería su hermana Carmen, Madrid y, de nuevo, San Fernando. Con poca edad se traslada a vivir con la familia de su madre, Carmen Casaux, donde conoce al violonchelista amateur y mecenas musical Salvador Viniegra, "descubridor" de Manuel de Falla, quien le da sus primeras lecciones. Pronto el alumno supera al maestro, y Viniegra convence a la familia Casaux y, gracias a sus contactos personales, logra que Juan Antonio se traslade a Madrid, donde ingresa en el Conservatorio y estudia con Víctor Mirecki, de quien se convierte en alumno favorito. En 1908 termina sus estudios y logra el primer premio del Conservatorio. Con el apoyo de su maestro, forma con Telmo Vela el cuarteto que lleva el nombre de este, y se ponen bajo la supervisión de Jesús de Monasterio, con quien estudia música de cámara en su cátedra de Madrid.

## Carrera musical
A fin de 1908 Víctor Mirecki lo presenta en la Corte, a la reina María Cristina y a la infanta Isabel, quienes le conceden una beca para estudiar en París con André Hekking (violonchelo) y con Pierre Marsik (música de cámara. Allí reside en casa del violonchelista Luis Amato y coincide habitualmente con Manuel de Falla y otros músicos españoles que formaban un importante grupo en el ambiente musical de la capital de Sena. En Francia desarrolla durante varios años una intensa carrera como solista, vinculado especialmente a la Sociedad de Conciertos Scchiari. Posteriormente, pasa a Portugal, donde llega recomendado por el maestro Mirecki al musicólogo Moreira de Sá, con quien funda la Sociedad de Música de Cámara de Oporto. Hasta 1915 alterna su actividad como solista con conciertos en Oporto, Lisboa, París y Madrid. Ese año Enrique Fernández Arbós le ofrece la plaza de violonchelo solista en la Orquesta Sinfónica de Madrid. Con esta orquesta, y bajo la dirección de Arbós, estrena en España el Quijote de Richard Strauss, que volvería a interpretar en 1925 dirigido, esta vez, por el compositor alemán.
En 1918 se incorpora al cuarteto de Arbós, con el pianista portugués José Viana da Motta, quien le propone la cátedra lisboeta de virtuosismo por méritos propios, sin oposición. Ruiz Casaux rechaza la oferta, entendiendo que su futuro está ligado a la difusión de la música de cámara en su propio país. Así, forma un nuevo trío Costa-Terán-Casaux que realiza giras por toda España, incluyendo las islas Canarias. También promueve en esta época el trío Cubiles-Ortiz-Casaux y el Trío Hispano-Húngaro.

## Didáctica del violonchelo
En 1920 gana la cátedra de violonchelo del Conservatorio de Madrid, en la que sucede a su maestro Víctor Mirecki, y que ocupa hasta su jubilación en 1962, continuando la formación de violonchelistas dentro de la escuela violonchelística madrileña. En 1945, para celebrar el  25º aniversario de su cátedra, Joaquín Rodrigo compone para él Dos piezas caballerescas para orquesta de violonchelos, que sería estrenado en el Ateneo de Madrid el 27 de mayo de ese año por un conjunto de violonchelos formado por discípulos suyos. Además, como compositor, es autor, entre otras obras, de Seis Improptus para violonchelo solo. Asimismo, como profesor y estudioso escribie varias obras, consagradas a su instrumento predilecto entre ellas Nuevo ensayo sobre la técnica del violonchelo y El violonchelo, su historia, su construcción y su enseñanza.

## La viola "Casaux"
La relación con la familia Mirecki es muy estrecha: él se había casado años antes con María Teresa, la hija mayor de su maestro, y su hermana Carmen casa ese año con otro hijo de Mirecki, Alejandro, en ese momento flamante violín solista de la Orquesta Sinfónica de Madrid. En 1923 la reina madre, María Cristina, le nombra profesor de la Capilla Real y le encarga del papel que ocupara su suegro: la conservación y custodia de la colección palatina de Stradivarius, desde ese momento, una de sus mayores prioridades. El cuarteto original no sonaba completo desde principios del siglo XIX, ya que la viola había salido en el equipaje de José Bonaparte y su pista se había perdido. Casaux realiza una amplia investigación y localiza la viola en la casa Hill de Londres, donde estaba en perfectas condiciones bajo los cuidados de esta familia de luthiers y coleccionistas de instrumentos. Visita la capital británica acompañando al rey Alfonso XIII en 1925, pero no se logra la devolución, ya que sus dueños se niegan a venderla. Tras numerosos intentos infructuosos, ya en 1951, llega a un acuerdo con la familia Hill, y compra con dinero de Patrimonio Nacional la viola, llamada, a partir de ese momento, y en su honor, “viola Casaux”.
Reunida la colección, mantiene los protocolos de cuidado establecidos por Víctor Mirecki y diseña un sistema de conservación, para lo que se acondiciona una sala dentro de la Biblioteca Real, dentro del Palacio. La dirección del Patrimonio Nacional de aquella época pone numerosas trabas a Casaux para realizar estos trabajos, por lo que en 1960 termina por dimitir de su cargo de conservador.

## Casaux y la música de cámara
Su principal actividad desde el fin de la Guerra Civil se centró en la promoción de la música de cámara. Durante la contienda había casado en segundas nupcias con la cantante Julia Bazo-Vivó, quien sería apoyo indispensable durante el resto de su vida y la madre de su única hija. En 1940 funda la Agrupación Nacional de Música de Cámara y en 1951 la Asociación Española de Música de Cámara. La actividad de esta última sociedad es continua durante todos los años 1960, hasta que en 1969 una enfermedad retira a Casaux obligadamente de su labor concertística. Esta dolencia le lleva a la muerte el 16 de enero de 1972, en su casa de Madrid, y pasa el testigo de sus pasiones musicales a su hija Mary Ruiz Casaux, quien cede la mayor parte de la colección de instrumentos musicales que había reunido su padre al Museo de Instrumentos Antiguos de Barcelona.
Entre los honores de los que fue acreedor destacan: académico de la Real Academia de Bellas Artes de San Fernando, de la Academia Paestum de Italia, de la Academia de San Romualdo, y miembro correspondiente de la Hispano-Americana; caballero de la Orden de Carlos III, Legión de Honor francesa, Orden del Mérito de Italia, oficial de la Orden de Santiago de la Espada (Portugal), comendador de la Orden de Alfonso X el Sabio y de la Orden del Mérito Jalifiano (Marruecos).